# 云溪桥
云溪桥，又称大石桥、廉川桥，位于中华人民共和国河南省鹤壁市浚县，跨于浚县古城西门外的卫河（永济渠）上，建于明嘉靖年间，为全国重点文物保护单位大运河在河南省境内的十一个子项之一。

## 历史
云溪桥始建于明正德三年（1508年），时为木桥。嘉靖三十三年（1554年）原木桥坍塌。嘉靖四十五年（1566年），浚县知县魏沣重修时改建为石桥，因其字“廉川”，该桥因而又得名“廉川桥”。

## 建筑构造
云溪桥为五孔石拱桥，桥面总长48.4米，宽10米，高7.55米，两边有石栏杆。桥的中孔较大，桥面略拱。每个桥墩的两端外突三角形的分水石，以减缓洪水冲击。四角雁翅各置一卧姿虎头状石雕吞水兽。